# I Want You (filme de 1951)

Cartaz do Tio Sam, feito em 1917 por James Flagg e conhecido mundialmente. O cartaz, cuja frase principal significa "Eu Te Quero para o Exército dos Estados Unidos", destinava-se a recrutar voluntários para lutar na Primeira Guerra Mundial. Logo embaixo, uma instrução manda o interessado dirigir-se ao posto de alistamento mais próximo. O cartaz foi usado também durante a Segunda Guerra e além.

I Want You (Brasil: Não Quero Dizer-Te Adeus / Portugal: Enfrentando a Tormenta) é um filme estadunidense de 1951, do gênero drama, dirigido por Mark Robson e estrelado por Dana Andrews e Dorothy McGuire.

## A produção
Depois de produzir o multipremiado The Best Years of Our Lives, o filme definitivo sobre readaptação à vida civil de veteranos da Segunda Guerra, Samuel Goldwyn resolveu produzir outro, agora sobre civis defrontando-se com a guerra—no caso a muitos menos popular Guerra da Coreia.
Apesar dos artifícios criados pelo roteirista Irwin Shaw, que trabalhou sobre histórias de Edward Newhouse, publicadas no The New Yorker, a película capta, de maneira realista, o impacto causado pelo famoso cartaz de recrutamento em que o Tio Sam aponta o dedo diretamente para as pessoas.
Ao contrário daquele filme, com o qual deveria ser contrastado e não comparado, como acontece, I Want You foi lembrado pelo Oscar apenas com uma indicação, na categoria secundária de Melhor Mixagem de Som.

## Sinopse
1950. Em uma pequena cidade do Connecticut, a chegada de uma nova guerra, agora na distante Coreia, altera a vida de vários de seus habitantes. Martin Greer, pacato homem de família e veterano da Segunda Guerra, luta com sua consciência ante a possibilidade de realistar-se, ideia nada atraente para a esposa Nancy. Por outro lado, a possível convocação e consequente interrupção do namoro com Carrie Turner, leva Jack, seu irmão mais novo, à cólera e a um comportamento imaturo. Sara, a mãe de ambos, já perdera um filho na guerra anterior e sabe que pode perder outro. Por isso, passa a agredir o marido Thomas, que finge-se de heroico e glorifica a guerra. Já para George Kress Jr., o problema é o pai, aterrorizado e possessivo, que não entende porque seu filho único não é considerado indispensável na fábrica, o que o impediria de ser chamado.

## Premiações
| Prêmio | Categoria             | Situação |
| ------ | --------------------- | -------- |
| Oscar  | Melhor Mixagem de Som | Indicado |

## Elenco
| Ator/Atriz         | Personagem       |
| ------------------ | ---------------- |
| Dana Andrews       | Martin Greer     |
| Dorothy McGuire    | Nancy Greer      |
| Farley Granger     | Jack Greer       |
| Peggy Dow          | Carrie Turner    |
| Robert Keith       | Thomas Greer     |
| Mildred Dunnock    | Sarah Greer      |
| Ray Collins        | Juiz Turner      |
| Martin Milner      | George Kress Jr. |
| Jim Backus         | Harvey Landrum   |
| Marjorie Crossland | Senhora Turner   |
| Walter Baldwin     | George Kress Sr. |
| Walter Sande       | Ned Iverson      |
| Peggy Maley        | Gladys           |
| Jerrilyn Flannery  | Anne Greer       |
| Erik Nielsen       | Tony Greer       |